# Commission Coulombe
La Commission Coulombe est une commission d'étude mise sur pied le 23 octobre 2003 par le gouvernement du Québec. Elle était chargée d'examiner la gestion de la forêt. Cette commission fut présidée par Guy Coulombe.